# Девладове
Девладове — село в Україні, адміністративний центр Девладівської сільської громади Криворізького району Дніпропетровської області. Населення — 949 мешканців.

## Географія
Село Девладове примикає до села Зелений Гай, на відстані 1 км знаходяться села Водяне і Гончарове. Розташоване на перехресті залізниці Дніпро — Кривий Ріг (станція Девладове) та автомобільних шляхів П'ятихатки-Апостолове-Нікополь та Софіївка — Кривий Ріг (автошлях Т 0419). Автошляхом до м. Дніпра — 100 км, до м. Кривий Ріг — 30 км.

## Історія
1884 року стала до ладу Катерининська (тепер Придніпровська) залізниця, було збудовано станцію та почалася розбудова поселення навколо неї. Залізниця пролягла землями землевласника і підприємця Девладенка, його іменем і назвали станцію та село. На початок XX століття чудовий цегляний трикупольний Собор Святої Трійці за допомогою землевласника і підприємця Девладенка було збудовано в с. Ордо-Василівка.
Залізниця з'єднала Дніпро та Кривий Ріг та дала поштовх до розвитку промисловості, сільського господарства, транспорту в регіоні. Так зокрема на станції Девладове було збудовано великі зерносховища (для торгівлі зерном). А також організували торгівлю будівельними матеріалами (деревиною), сільськогосподарськими машинами і знаряддями, купці і підприємці-євреї Бєлаховські, Берман, Гуревич.
1908 року станційне поселення вважалось хутором села Спокойствіє Ордо-Василівської волості Верхньодніпровського повіту Катеринославської губернії.
За комуністичних часів селище і надалі інтенсивно розвивалося. 1932 року організовано Девладівську МТС, було збудовано Девладівський елеватор, нафтобазу, базу хімічних добрив, складські приміщення для зберігання засобів захисту рослин, плодоовочеву перевалку та бази зберігання та перевалки продуктових та промислових товарів.
В селищі також були дві школи (початкова та восьмирічка), амбулаторія, будинок побуту, їдальня, клуб та кілька магазинів.
21 квітня 2025 року, відповідно до Розпорядження Кабінету Міністрів України № 384-р «Про віднесення селищ Девладове та Потоцьке Криворізького району Дніпропетровської області до категорії сіл», селище було віднесене до категорії сіл.

## Населення
Згідно з переписом УРСР 1989 року чисельність наявного населення селища становила 1132 особи, з яких 509 чоловіків та 623 жінки.
За переписом населення України 2001 року в селищі мешкало 945 осіб.

### Мова
Розподіл населення за рідною мовою за даними перепису 2001 року:
| Мова       | Відсоток |
| ---------- | -------- |
| українська | 92,10 %  |
| російська  | 7,06 %   |
| білоруська | 0,53 %   |
| інші       | 0,31 %   |

## Промисловість
Будівельні матеріали представляє Девладівське родовище кристалічних порід. Родовище розробляється. Є значні за обсягами поклади вогнетривких глин, вапняків та пісків.
1961 року почались роботи на Девладівському родовищі уранових руд. В липні 1965 року отримано перший уран на ділянці підземного вилуговування «Девладове». Родовище повністю відпрацьоване в 1983 році.
Сільське господарство представлене:
- ОАО «Девладовский элеватор».
- ООО «Зерно».
- ОАО «Захист рослин».

## Об'єкти соціальної сфери
- Школа I—II ст.
- Дитячий садочок.
- Амбулаторія.
- Будинок культури.

## Екологія
ДП «СхідГЗК» проведена рекультивація ділянки та землі (235 га) передані в народногосподарське користування.
За даними Головної державної екологічної інспекції, на території колишньої ділянки видобутку урану методом підземного вилуговування ПВ-1 «Девладове» (Дніпропетровська область) спостерігається значне хімічне та радіоактивне забруднення ґрунтів та підземних вод. Для виявлення реальних масштабів забруднення, прогнозних оцінок розвитку ситуації та розробки коригуючих заходів необхідні відповідні дослідження.
В цей час ДП «Схід ГЗК» за допомогою мережі спостережних свердловин здійснює щорічний моніторинг за якістю підземних вод і ореолами поширення залишкових розчинів, а також радіаційний моніторинг поверхні.